# Yener Arıca
Bilal Yener Arıca (* 28. Februar 1992 in Istanbul) ist ein niederländisch-türkischer Fußballspieler.

## Karriere
Arıca kam 1992 im Istanbuler Stadtteil Küçükçekmece zur Welt und zog später mit seiner Familie nach Den Haag. Hier begann er 2003 bei Ajax Amsterdam mit dem Vereinsfußball. 2011 wurde er in die Reservemannschaft von Ajax Amsterdam aufgenommen und spielte dort eineinhalb Jahre lang.
Zum Frühjahr 2013 wechselte er zum türkischen Erstligisten Kayserispor. Mit diesem erreichte er eine erfolgreiche Rückrunde und beendete die Saison auf dem 5. Tabellenplatz. In der nachfolgenden Saison stieg er mit seinem Klub in die TFF 1. Lig ab. Arıca blieb trotz Abstieg dem Verein treu und erreichte mit diesem die Zweitligameisterschaft und damit den direkten Wiederaufstieg in die Süper Lig. In Saison verbrachte er beim Zweitligisten Altınordu Izmir.
Im Sommer 2016 verließ er die Türkei und setzte seine Karriere in den Niederlanden bei Almere City FC fort. Nach einem Jahr für Amere City kehrte er mit seinem Wechsel zu Adanaspor in die Türkei zurück und spielt hier bis zum Januar 2019.

## Erfolge
Mit Kayserispor
- Tabellenfünfter der Süper Lig: 2013/14
- Meister der TFF 1. Lig und Aufstieg in die Süper Lig: 2014/15